# 廢氣加熱器
廢氣加熱器，是一種減少能量消耗、或者提供液體預熱功能的機械裝置，屬於換熱器的一種。通常與鍋爐、發電設備、暖通空調設備連結，用液體吸收廢氣中的熱能以供重新利用。